# Ilary Blasi
Ilary Blasi (Roma, 28 aprile 1981) è una conduttrice televisiva, showgirl ed ex modella italiana.

## Biografia
L'ingresso di Ilary nello show-business avviene nel 1984, quando a soli tre anni con la sua famiglia appare nello spot dell'Olio Cuore, accanto a Mariangela Melato. Successivamente un'amica di famiglia, proprietaria di un'agenzia pubblicitaria, informa la madre di Ilary che stavano cercando una bambina bionda con gli occhi azzurri per uno spot di una marca di panettoni. Il provino andò bene e Ilary venne così scritturata per il lavoro. Negli anni successivi ripete l'esperienza prendendo parte a numerose campagne pubblicitarie, tra cui Cicciobello, Rock (giocattoli), Renault, FIAT, Barilla, Galbusera, Findus, Balocco, Sanson e Interflora.
A cinque anni debutta sul grande schermo con una piccola parte nel film Da grande di Franco Amurri, nei cui titoli di coda appare con il nome anglicizzato di "Hilary Blasi". Seguono a stretto giro i film tv David e David di Giorgio Capitani, Il vizio di vivere di Dino Risi e La dolce casa degli orrori (1989) di Lucio Fulci. Recita anche nel film Fiori di zucca (1988), di Stefano Pomilia.

### In cerca del successo
Alla fine degli anni novanta lavora per i fotoromanzi della casa editrice Lancio, posando completamente nuda per Marco Zamboni, partecipando alla commedia di Roberto Di Sante Tassinar in Love al Teatro Testaccio di Roma, e concorrendo a 17 anni a Miss Italia 1998, indossando la fascia di Miss Cinema Lazio. Nel 1999 ottiene il suo primo ruolo in TV, anche se poco influente sul prosieguo della sua carriera, nel cast dell'edizione 1999 di Scherzi a parte. Decisa a continuare a lavorare in TV, dopo due anni passati partecipando a numerosi casting, tutti con esito negativo, si iscrive al casting per il quiz preserale di Canale 5 Passaparola di Gerry Scotti, dove viene scritturata per l'edizione 2001-2002.

### La notorietà
Il 10 settembre 2001 debutta a Passaparola in qualità di valletta (con l'appellativo di "Letterina"), insieme a Daniela Bello, Silvia Toffanin, Alessia Fabiani, Alessia Ventura e Liudmila Radchenko. Ruolo che ricopre anche l'anno successivo nell'edizione 2002-2003 insieme ad Alessia Ventura, Federica Villani, Cosmanna Ardillo, Francesca Lodo e Morena Salvino.
Terminata l'esperienza da "Letterina" nel giugno 2003, Ilary passa a Rai 2 per condurre l'edizione estiva del programma musicale Top of the Pops con Alvin, in tour tra Diamante, Cagliari e Tempio Pausania con una programmazione di due puntate a settimana (sabato alle 14:00 e giovedì alle 22:40). Dal settembre del 2003 affianca invece Fabio Fazio nel suo nuovo programma Che tempo che fa, trasmesso su Rai 3 fino a maggio 2004. Il programma, in onda dal venerdì alla domenica, vede Ilary impegnata a lanciare i collegamenti con i numerosi inviati della trasmissione, a presentare gli ospiti in studio e a leggere le previsioni a fine puntata. Da gennaio 2004, per celebrare i 50 anni di trasmissioni della Rai, Ilary sfila ogni settimana con un abito indossato in passato in programmi che hanno segnato la storia della TV pubblica.
L'8 marzo 2004, nell'occasione della festa della donna, ha condotto una puntata speciale de Le Iene show dove, oltre ai conduttori fissi Luca Bizzarri e Paolo Kessisoglu, è affiancata da Elisabetta Canalis e Kasia Smutniak. Dal 18 settembre 2004 presenta la trasmissione di Rai 2 CD: Live sempre insieme ad Alvin. In contemporanea a CD: Live affianca ancora su Rai 3 Fabio Fazio nel suo Che tempo che fa fino al 9 aprile 2005, giorno in cui, intervistata come ospite, in diretta dichiara pubblicamente di essere incinta. Al terzo mese di gravidanza Ilary fa sapere al pubblico di aspettare un figlio per la fine di ottobre dal suo compagno Francesco Totti, il quale confermerà intervenendo via telefono alla trasmissione; a prendere il suo posto è la svedese Filippa Lagerbäck. Il 4 giugno 2005 viene invece trasmessa la sua ultima puntata di CD: Live, in cui mostra forme più rotonde e presenta la sua erede alla conduzione del programma: la ex velina Giorgia Palmas.

### Altre conduzioni
Nel 2006 ha affiancato al Festival di Sanremo Giorgio Panariello e Victoria Cabello, poi, nell'estate ha presentato con il Mago Forest e Cristina Chiabotto il Festivalbar. Nello stesso anno, inoltre, ha doppiato in coppia col marito una puntata dello speciale di Natale de I Simpson nel 2006. Dal 15 gennaio 2007 ha presentato su Italia 1 Le Iene con Luca e Paolo. Nel settembre 2007 conduce, insieme al Mago Forest, Mai dire Candid, un programma ideato dalla Gialappa's Band in onda sempre in prima serata su Italia 1. Il programma è andato in onda prima de Le Iene, trasmesso in seconda serata e condotto sempre da Ilary con Luca e Paolo. Nell'autunno 2008 Ilary viene affiancata a Le Iene da Fabio De Luigi, che sostituisce Luca e Paolo per l'edizione autunnale. Nel 2009 il duo comico torna a Le Iene con Ilary restandovi fino alla primavera del 2011.
Dopo l'estate 2011 Ilary è ancora alla conduzione de Le Iene insieme all'attore Luca Argentero e al comico Enrico Brignano fino a novembre. L'edizione 2012 de Le Iene vede invece Ilary condurre con l'attore Alessandro Gassmann e ancora con Enrico Brignano; in seguito all'abbandono di Gassman, Ilary ed Enrico Brignano vengono affiancati da Pippo Baudo (nella puntata in onda l'8 marzo 2012). L'edizione 2013, con partenza il 13 gennaio, vede Ilary Blasi affiancata da Teo Mammucari e la Gialappa's Band. Cast riconfermato anche nelle edizioni del 2013, 2014 e nella prima parte del 2015.
Dal 27 settembre 2015, conduce la nuova stagione de Le Iene, affiancando Teo Mammucari e il Trio Medusa. Il 6 dicembre 2015 lascia la conduzione del programma in vista della futura maternità. Dal 19 settembre 2016 fino al 10 dicembre 2018 ha condotto la prima edizione del Grande Fratello VIP, con concorrenti famosi, in onda su Canale 5. Le prime due edizioni ebbero successo, ma la terza fu un fiasco totale negli Auditel, tanto che la Blasi annuncia di lasciare la conduzione e affidarla ad Alfonso Signorini, avvenuta due anni dopo. Sempre dall'autunno 2016 è tornata a condurre una delle due puntate settimanali de Le Iene al fianco di Teo Mammucari. Nella stagione 2017-2018 è stata riconfermata alla conduzione della seconda e della terza edizione del Grande Fratello VIP, oltre alla conduzione della nuova stagione de Le Iene. In estate con Nicola Savino e Belén Rodríguez ha condotto Balalaika - Dalla Russia col pallone in occasione dei Mondiali 2018 e anche l'edizione 2018 del Summer Festival, che a differenza degli altri programmi, non ebbe molto successo e venne spesso battuto dalle repliche di Don Matteo e dalla prima puntata de La vita promessa. Da settembre 2019 conduce con Alvin il nuovo show di Canale 5 Eurogames, reboot di Giochi senza frontiere, neanche avuto successo sperato negli auditel. Dal 15 marzo 2021 al 19 giugno 2023 ha condotto il reality L'isola dei famosi; con la quindicesima edizione ebbe successo e fece tornare la Blasi alla ribalta anche nella sedicesima e nella diciassettesima edizione, che però, divenne un flop totale negli ascolti come accaduto tra il 2018 e il 2019. Dal 16 settembre al 14 ottobre 2021 ha condotto Star in the Star. Nel 2024, dopo l'addio a Francesco Totti, ha pubblicato il suo primo libro dal titolo Che stupida. La mia verità. Per l'estate è stata scelta per condurre Battiti Live su Radionorba TV e Canale 5. Dal 7 aprile al 4 maggio 2025 ha condotto su Canale 5 il reality The Couple - Una vittoria per due. Tuttavia, a causa dei bassi ascolti, il reality è stato interrotta l'8 maggio a pochi giorni dalla finale e il montepremi è stato devoluto interamente in beneficenza all'Istituto Giannina Gaslini di Genova per la realizzazione di un reparto di terapia intensiva pediatrica e neonatale.

### Testimonial pubblicitaria da adulta
Nella tarda primavera del 2002 promuove la linea di prodotti da sole della Bilboa (abbronzante). Lo spot riscuote un gran successo e il pubblico può ammirare Ilary passeggiare in topless sulle spiagge dell'isola di La Digue, alle Seychelles. Ad ottobre 2002 la griffe d'abbigliamento BonBon ingaggia Ilary come fotomodella per la collezione autunno-inverno in attesa di fare il bis con la successiva primavera-estate 2003. A marzo 2003 ha lavorato come stilista per la casa di moda inglese Miss Criminal (sottomarca della più nota Criminal) per la quale disegna la sua collezione che sarà poi presentata a Ravenna il 23 aprile dello stesso anno e più avanti anche a Milano, Torino e Palermo.
A fine marzo 2004 la casa di lingerie Emmecì la ingaggia come testimonial per la collezione “Malaaffianca ndrina” per il cui catalogo posa in tanga, mutande e balconcini. Dal 1º gennaio 2005 l'azienda vicentina Comete la ingaggia come testimonial per la propria collezione di gioielli, affiancandola nella campagna pubblicitaria al marito Francesco Totti, già uomo-immagine dell'azienda.
Durante il 2007 si presta a testimonial per la marca di occhiali Vogue posando per la campagna pubblicitaria per la carta stampata e il web. Prima del lancio della collezione autunno/inverno 2007-08, Ilary diventa testimonial anche per la marca di abbigliamento sportivo e per il fitness Eke.
Da ottobre 2007 è la testimonial in una serie di spot pubblicitari della compagnia telefonica Vodafone, girati insieme al marito Francesco Totti e al calciatore milanista Rino Gattuso, ai quali in seguito parteciperanno anche i conduttori Flavio Insinna e Francesco Facchinetti, il cantante Cesare Cremonini e da giugno 2010 anche il duo de Le Iene formato da Luca Bizzarri e Paolo Kessisoglu. Dal 2010 Ilary è la testimonial delle gioiellerie Stroili.

### Covergirl e servizi fotografici

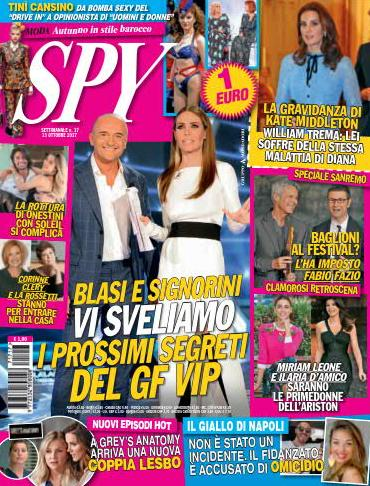
Copertina della rivista Spy del 13 ottobre 2017 con ritratti Ilary Blasi e Alfonso Signorini

Sin dai suoi primi giorni a Passaparola, Ilary attira l'attenzione di vari rotocalchi di gossip e riviste di costume. 
Nel dicembre 2003 si conquista la cover su GQ indossando capi di intimo trasparente, fotografata da Andreas H. Bitesnich e intervistata da Fabio Fazio. Nello stesso periodo appare all'interno della rivista Max, coprendosi il seno con le mani.
Nel dicembre 2005 è ancora su Max, questa volta come protagonista della copertina e del servizio fotografico a cura di Gian Paolo Tomasi, in cui Ilary interpreta quadri di importanti artisti del passato. Poco prima dei mondiali di calcio del 2006 è sulla copertina di SportWeek, rivista abbinata all'edizione del sabato de La Gazzetta dello Sport. Ad ottobre 2008 è sulla prima pagina di Vanity Fair, indossando solo un paio di jeans mentre a maggio 2009 posa per la coverstory della rivista A.
Torna di nuovo sulla copertina di GQ del maggio 2010, immortalata da Guy Aroch e lo stesso servizio viene pubblicato anche sull'edizione russa del mensile. Giugno 2010 è il mese in cui torna sulla cover di Vanity Fair posando in bikini e scarpe rosse con in mano un mega lecca-lecca, fotografata da Giovanni Gastel.
Nella primavera 2011 torna sulla copertina di A, mentre pochi mesi dopo, a luglio, viene intervista da Vanity Fair, che le dedica un'altra copertina, firmata da Signe Vilstrup. Nel corso degli anni Ilary è stata sulle copertine di varie riviste di gossip: Diva e Donna, Eva tremila, Novella 2000, Oggi, Gente, Gioia, Ok, Star, Top, Stop, Donna Moderna, Intimità, VIP, Sì, Vero, Così, TV Sorrisi e Canzoni, Chi e molte altre.

## Vita privata
Durante la sua attività di modella a Milano si fidanzò con il suo collega veneziano Sean Brocca, con il quale ebbe una convivenza, durata oltre un anno, in un'abitazione del capoluogo lombardo tra il 2001 e il 2002.
Il 19 giugno 2005 sposò il calciatore Francesco Totti, con il quale ha avuto tre figli: Cristian (6 novembre 2005), Chanel (13 maggio 2007) e Isabel (10 marzo 2016). Il matrimonio fu trasmesso in diretta da Sky e tutti i proventi per i diritti televisivi vennero devoluti in beneficenza. L'11 luglio 2022 la coppia, dopo diciassette anni di matrimonio, ha annunciato la separazione.
Dal 2023 ha una relazione con l'imprenditore tedesco Bastian Müller.

## Filmografia

### Attrice

#### Cinema
- Da grande, regia di Franco Amurri (1987)
- Fiori di zucca, regia di Stefano Pomilia (1989)
- L'amore e altre seghe mentali, regia di Giampaolo Morelli (2024) - nel ruolo di se stessa

#### Televisione
- Il vizio di vivere, regia di Dino Risi – film TV (1988)
- La dolce casa degli orrori, regia di Lucio Fulci – film TV (1989)
- David e David, regia di Giorgio Capitani – film TV (1989)
- Maschi veri – serie TV, episodio 1x07 (2025) nel ruolo di se stessa

### Doppiatrice
- I Simpson – sitcom animata, episodio 17x22 (2006)

## Programmi televisivi
- Miss Italia (Rai 1, 1998) - concorrente
- Passaparola (Canale 5, 2001-2003) - letterina
- Top of the Pops (Rai 2, 2003)
- Che tempo che fa (Rai 3, 2003-2005)
- Le Iene (Italia 1, 2004, 2007-2018)
- CD: Live (Rai 2, 2004-2005)
- Festival di Sanremo (Rai 1, 2006)
- Festivalbar (Italia 1, 2006)
- Mai dire Candid (Italia 1, 2007)
- Zelig (Canale 5, 2014)[28]
- Grande Fratello VIP (Canale 5, 2016-2018)
- Balalaika - Dalla Russia col pallone (Canale 5, 2018)
- Summer Festival (Canale 5, 2018)
- Eurogames (Canale 5, 2019)
- L'isola dei famosi (Canale 5, 2021-2023)
- Star in the Star (Canale 5, 2021)
- Battiti Live (Radionorba TV, Canale 5, dal 2024)
- The Couple - Una vittoria per due (Canale 5, 2025)

## Web TV
- Unica (Netflix, 2023)
- Ilary (Netflix, 2025)

## Opere
- Ilary Blasi, Che stupida. La mia verità, Mondadori, 2024, ISBN 978-88-047-7966-7.

## Riconoscimenti
- Filming Italy Best Movie Award
  - 2023 – Premio categoria Personaggio TV dell'anno[29]